# Drama (album Flaw)
Drama jest ostatnim wydanym niezależnie albumem zespołu Flaw. Wszystkie piosenki z tego albumu pojawiły się na pierwszym studyjnym krążku Through the Eyes.

## Lista utworów
1. "Away" 4:23
2. "Payback" - 4:10
3. "Inner Strength" - 4:13
4. "No Time" - 4:17
5. "Only The Strong" - 4:27
6. "Out of Whack" - 3:59
7. "One More Time" - 4:36